# 法伊希特貝格山
48°28′14″N 13°41′6″E / 48.47056°N 13.68500°E

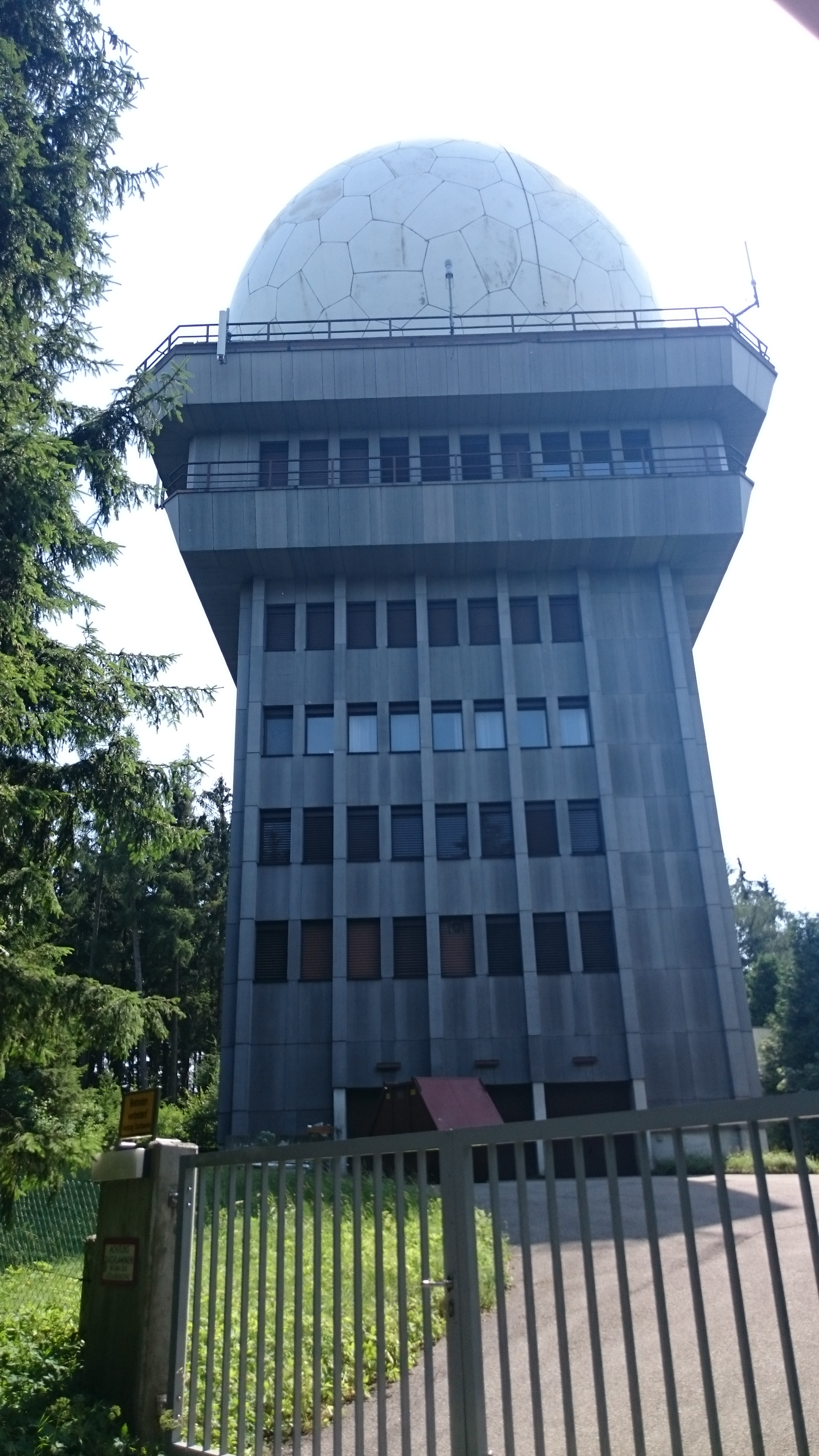

法伊希特貝格山（德語：Feichtberg），是奧地利的山峰，位於該國北部，由上奧地利州負責管轄，處於多瑙河畔恩格爾哈茨采爾和因河地區科普豐之間，海拔高度777米。